# Léo-Ernest Ouimet

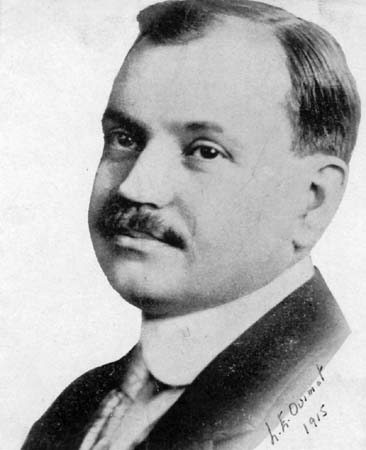
Léo-Ernest Ouimet, 1915

Léo-Ernest Ouimet (* 16. März 1877 in Laval; † 2. März 1972 in Montreal) war ein kanadischer Kinodirektor, Filmverleiher und -produzent.
Am 31. Juli 2018 ehrte die kanadische Regierung Ouimet für sein Wirken als früher Filmpionier in Kanada und erklärte ihn zu einer „Person von nationaler historischer Bedeutung“.
Der Sohn eines Bauern und ausgebildeten Elektroingenieurs arbeitete ab 1902 als Filmvorführer im Sohmer Park in Montreal. 1906 kaufte er zwei Filmprojektoren und eröffnete in einem gemieteten Raum mit dem Ouimetoscope das erste feste Kino in Kanada. Bereits im Jahr betrieb er eines der größten Kinotheater Nordamerikans mit 1200 Sitzplätzen und wurde einer der ersten Filmverleiher Kanadas. Um Filme mit regionalem Bezug bieten zu können, wandte er sich auch der Filmproduktion zu.
Mit mehr als 80 Kurzfilmen (u. a. Mes espérances en 1908, 1908; L'Affaire de la gare Windsor, 1909; L'Incendie du Herald, 1910) war Ouimet der bedeutendste Filmproduzent Kanadas vor dem Ersten Weltkrieg. Ein Verbot der Sonntagsvorführung von Filmen zwang ihn, sein Kino aufzugeben. 1918 drehte er mit Le Feu qui brûle einen Spielfilm. 1922 ging er nach Hollywood, wo er Why Get Married (1924) produzierte. Nach zehn Jahren kehrte er nach Kanada zurück, wo er jedoch im Filmgeschäft nicht mehr Fuß fassen konnte. Er beendete seine berufliche Laufbahn als Betreiber eines Spirituosenladens.